# Carrozzeria Menarini
La Carrozzeria Menarini, con sede a Bologna, è stata un'azienda italiana produttrice di autobus.

## Storia

### I primi anni
L'azienda venne fondata nel 1919 a Bologna da Ettore Menarini, reduce della Prima Guerra Mondiale, in un edificio recuperato in Via del Chiù; l'attività principale era la riparazione delle carrozze e delle carrozzerie. A partire dagli anni '20, l'azienda conobbe un certo sviluppo anche grazie alle commesse della FIAT per le carrozzerie di veicoli.
Nel 1925, complice l'aumento del giro d'affari dell'azienda, Ettore Menarini trasloca nella nuova sede in Via Berti Pichat dove viene avviata la produzione di carrozzerie e l'allestimento di mezzi industriali e di servizio: ambulanze, autobus, carri officina; la forza lavoro nel 1940 era di 150 addetti.

### Nel dopoguerra
A seguito dei bombardamenti subiti durante la Seconda Guerra Mondiale e alla requisizione dello stabilimento da parte degli Alleati, l'azienda riaprì nel 1946, dedicandosi da questa data alla produzione esclusiva di autobus. Nella seconda metà degli anni '50, la sede produttiva dell'azienda viene spostata nello stabilimento attuale nel quartiere di San Donato, in via San Donato 190.
Nel 1961 viene messo in produzione, su telaio Fiat 306, il modello "SDM" (Sintesi del Meglio) che rappresenta un punto di svolta per la produzione aziendale. Viene inoltre avviata la produzione di autobus urbani, su telaio OM Tigrotto e Fiat 410.

### Crescita e successivo declino
A partire dagli anni '70 l'azienda avvia la produzione della famiglia "Monocar", dapprima su telaio Fiat 418 e 421, mentre dal 1978 sul modello Monocar 201 che, negli anni a venire, conoscerà una larghissima diffusione, venendo declinato in più allestimenti (urbana, suburbana, interurbana) e realizzato anche in versione filoviaria. Sul fronte degli autobus turistici, vengono sviluppati il modello 101 e la carrozzeria SL (destinata ai telai Fiat 370, Mercedes O303 e Monocar 110).
Verso la fine degli anni '80 vengono avviati gli studi per il ribassamento del pianale dei veicoli urbani, che porterà alla produzione del Monocar 220. Anche a causa di problemi finanziari, l'azienda viene ceduta gradualmente alla Bredabus, divenendo completamente di proprietà di quest'ultima nel 1990 con la nascita della BredaMenarinibus.

## Produzione
Di seguito un riepilogo della produzione Menarini:
- SDM (Sintesi del Meglio)
- Fiat 420
- Fiat 418
- Fiat 421
- Monocar 101
- Monocar 110
- Monocar 120
- Monocar 201
- Monocar 220

## Galleria d'immagini

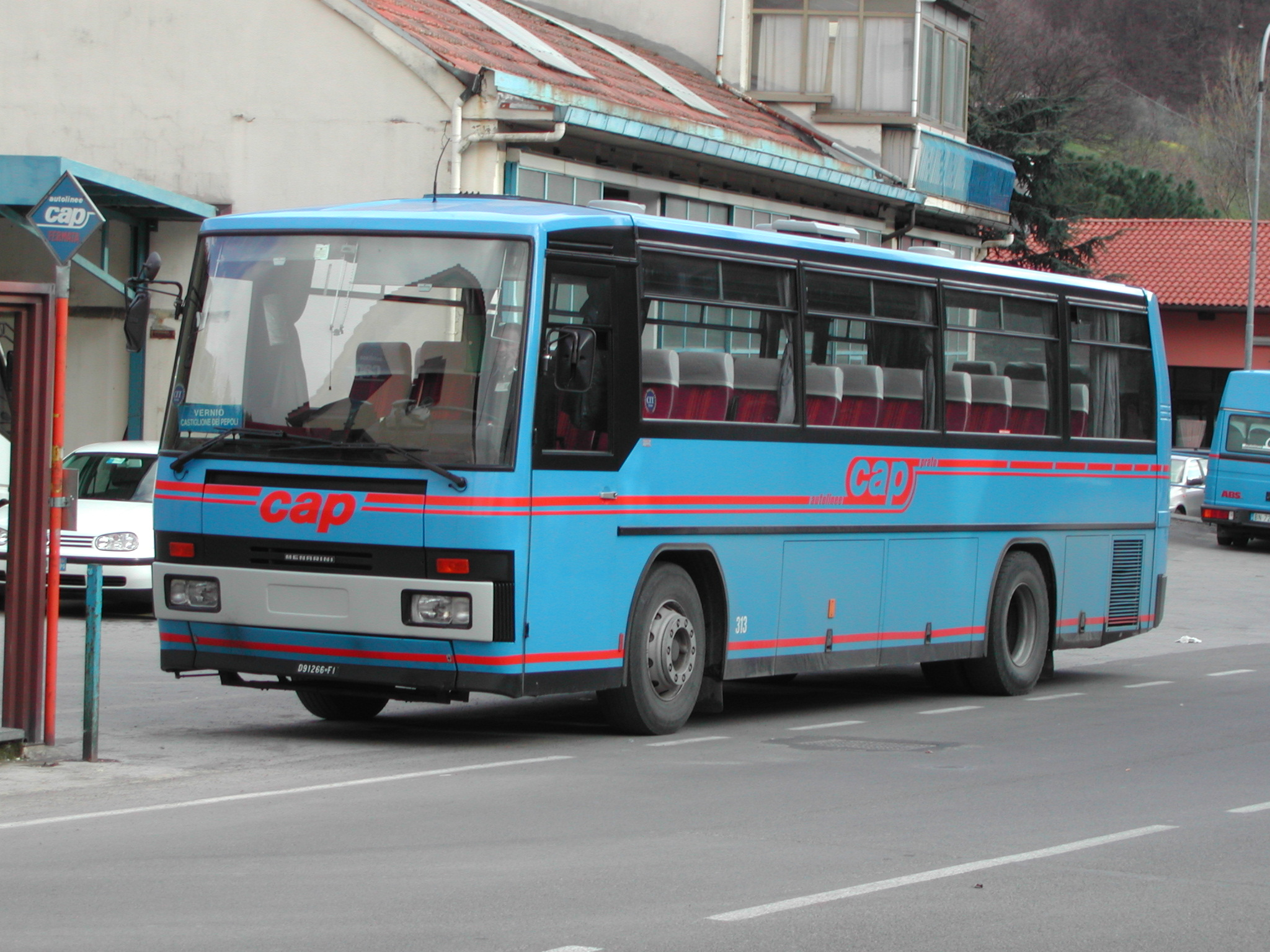
Menarini Monocar 101SB
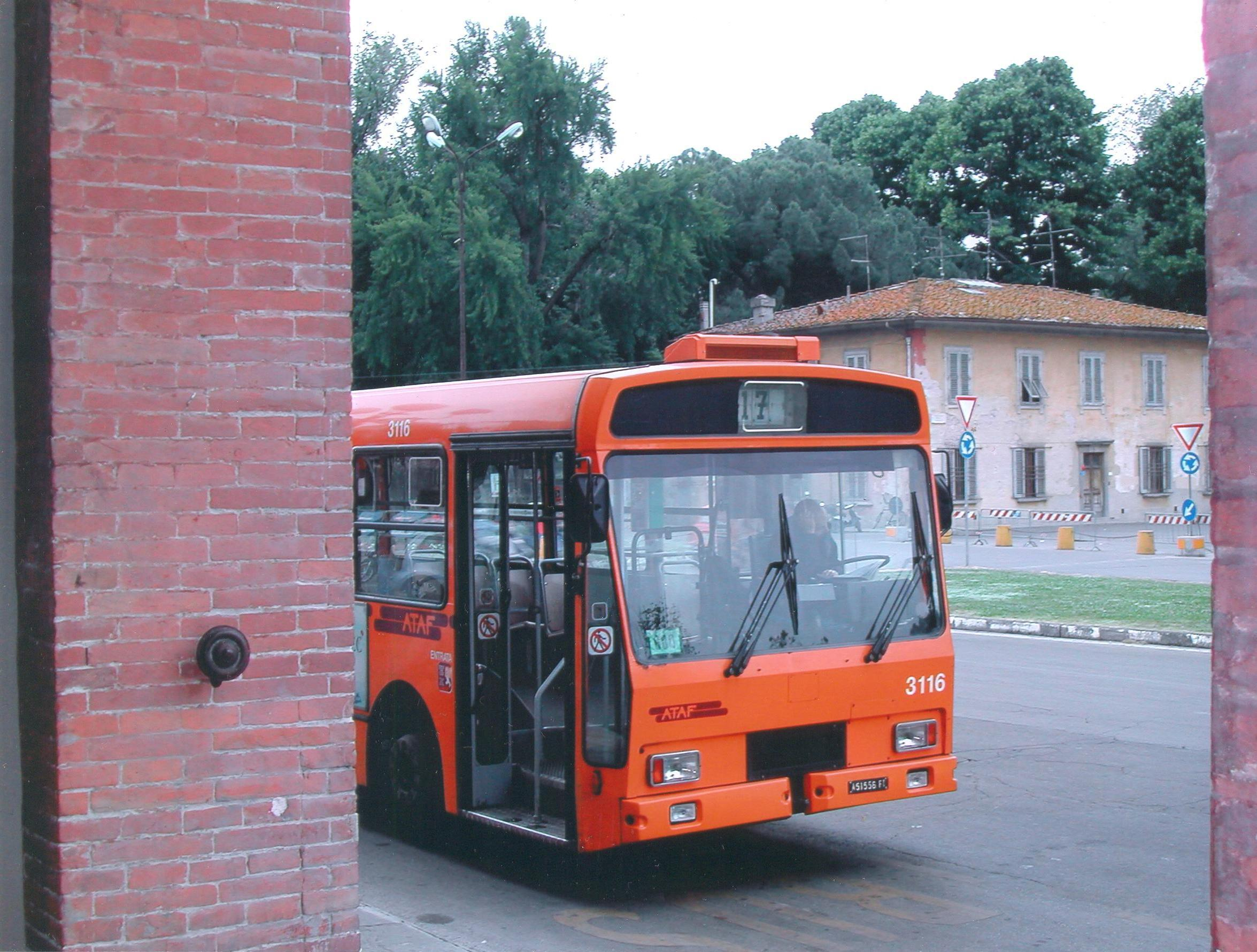
Menarini Monocar 201-1 LU
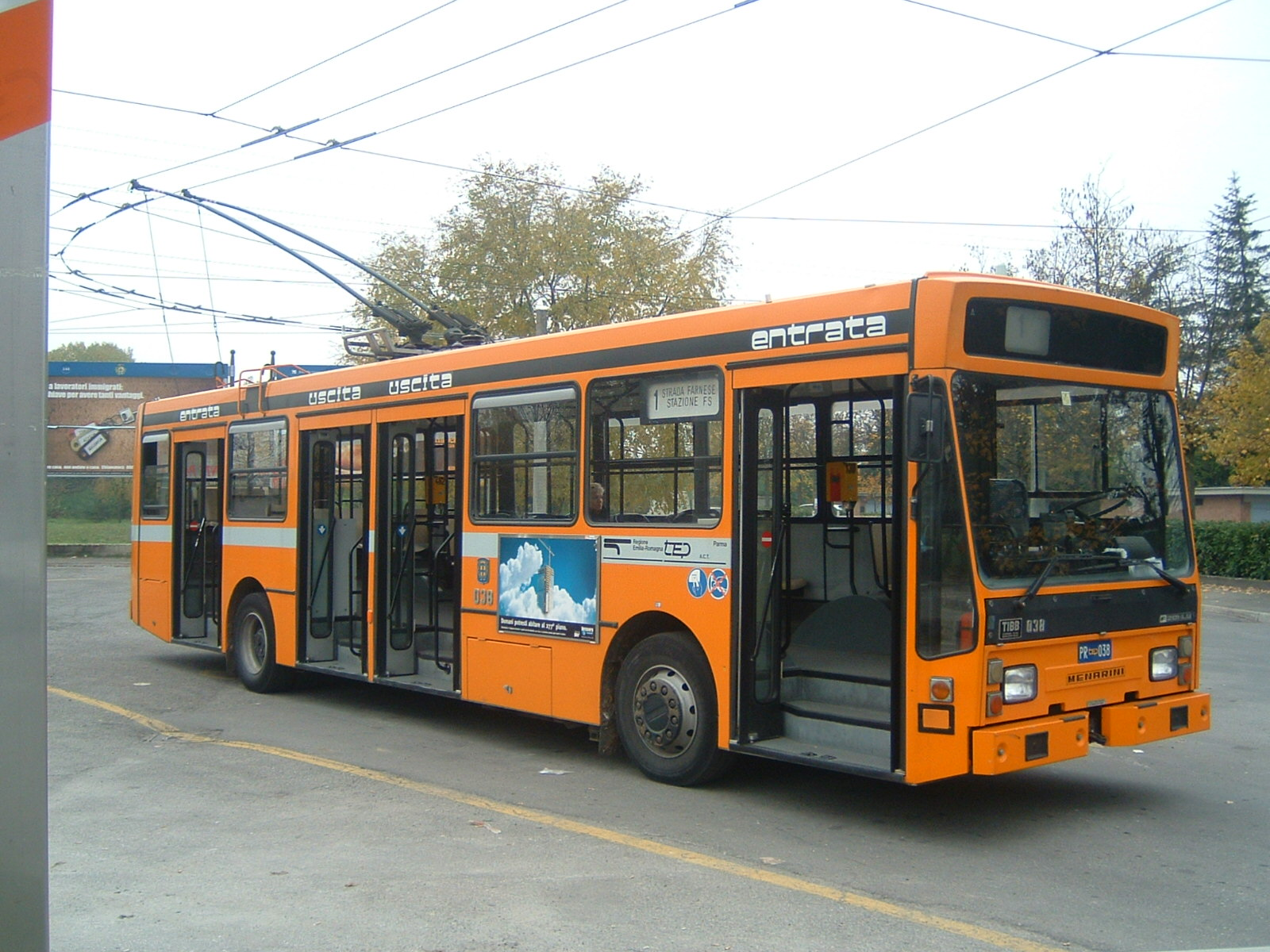
Menarini Monocar F201-2 LU
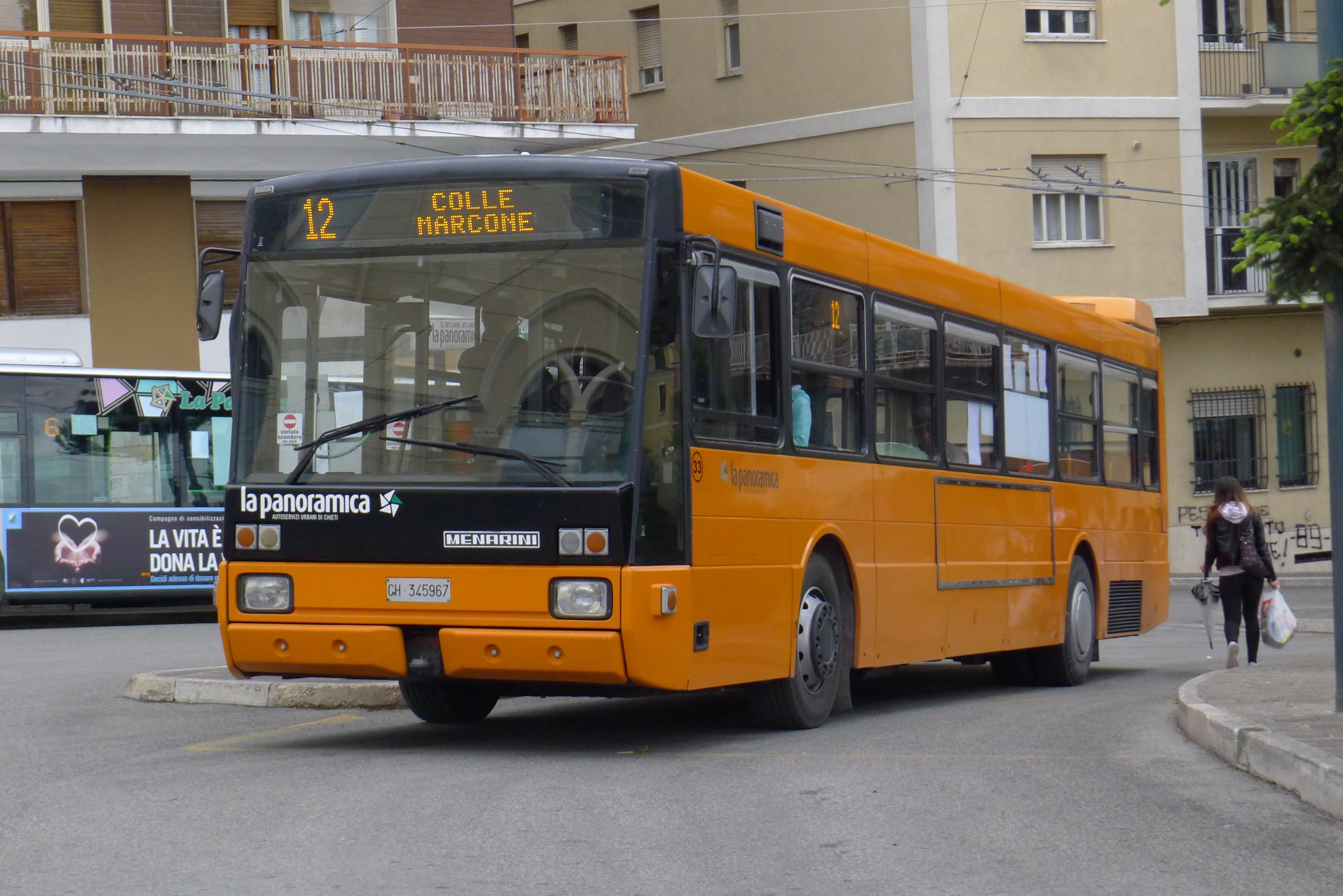
Menarini Monocar 220 LU